# Annickia pilosa
Annickia pilosa är en kirimojaväxtart som först beskrevs av Arthur Wallis Exell, och fick sitt nu gällande namn av A.K.van Setten och Paulus Johannes Maria Maas. Annickia pilosa ingår i släktet Annickia och familjen kirimojaväxter. Inga underarter finns listade i Catalogue of Life.